# Harlem Fire Watchtower
La Harlem Fire Watchtower est une tour de guet américaine dans la ville de New York, dans l'État de New York. Située à l'intérieur du Marcus Garvey Park de Harlem, à Manhattan, elle a été érigée dans les années 1850. Désignée New York City Landmark le 12 juillet 1967, elle est inscrite au Registre national des lieux historiques depuis le 21 juin 1976.